# Bicellonycha wickershamorum
Bicellonycha wickershamorum is een keversoort uit de familie glimwormen (Lampyridae). De wetenschappelijke naam van de soort werd voor het eerst geldig gepubliceerd in 1982 door Cicero.